# Eygaliers
Ne doit pas être confondu avec Eygalières, Eyguières ou Eygliers.
Eygaliers est une commune française située dans le département de la Drôme, en région Auvergne-Rhône-Alpes.

## Géographie

### Localisation
Eygaliers est située à 5 km de Buis-les-Baronnies.

### Relief et géologie
Sites particuliers :
- Montagne de Bluye[1].

### Hydrographie
La commune est arrosée par les cours d'eau suivants :
Site Géoportail (carte IGN) :
- Grand Ravin
- Ravin de Bélier
- Ravin de la Blache
- Ravin de Pisançon
- Ravin des Brugières
- Ravin des Clots
- Ravin des Parties
- Ravin du Long Serre
- Ruisseau de Derboux

### Climat
Pour des articles plus généraux, voir Climat d'Auvergne-Rhône-Alpes et Climat de la Drôme.
En 2010, le climat de la commune est de type climat méditerranéen altéré, selon une étude du CNRS s'appuyant sur une série de données couvrant la période 1971-2000. En 2020, Météo-France publie une typologie des climats de la France métropolitaine dans laquelle la commune est exposée à un climat de montagne ou de marges de montagne et est dans une zone de transition entre les régions climatiques « Provence, Languedoc-Roussillon » et « Alpes du sud ». 
Pour la période 1971-2000, la température annuelle moyenne est de 12,7 °C, avec une amplitude thermique annuelle de 16,8 °C. Le cumul annuel moyen de précipitations est de 854 mm, avec 6,3 jours de précipitations en janvier et 4 jours en juillet. Pour la période 1991-2020, la température moyenne annuelle observée sur la station météorologique de Météo-France la plus proche, « Buis-Baronnies »sur la commune de Buis-les-Baronnies à 4 km à vol d'oiseau, est de 14,1 °C et le cumul annuel moyen de précipitations est de 792,8 mm,. Pour l'avenir, les paramètres climatiques de la commune estimés pour 2050 selon différents scénarios d'émission de gaz à effet de serre sont consultables sur un site dédié publié par Météo-France en novembre 2022.

## Urbanisme

### Typologie
Au 1er janvier 2024, Eygaliers est catégorisée commune rurale à habitat très dispersé, selon la nouvelle grille communale de densité à 7 niveaux définie par l'Insee en 2022.
Elle est située hors unité urbaine et hors attraction des villes,.

### Occupation des sols
L'occupation des sols de la commune, telle qu'elle ressort de la base de données européenne d’occupation biophysique des sols Corine Land Cover (CLC), est marquée par l'importance des forêts et milieux semi-naturels (80,8 % en 2018), une proportion sensiblement équivalente à celle de 1990 (81,1 %). La répartition détaillée en 2018 est la suivante : 
forêts (47,8 %), milieux à végétation arbustive et/ou herbacée (33,1 %), zones agricoles hétérogènes (19,2 %). L'évolution de l’occupation des sols de la commune et de ses infrastructures peut être observée sur les différentes représentations cartographiques du territoire : la carte de Cassini (XVIIIe siècle), la carte d'état-major (1820-1866) et les cartes ou photos aériennes de l'IGN pour la période actuelle (1950 à aujourd'hui).

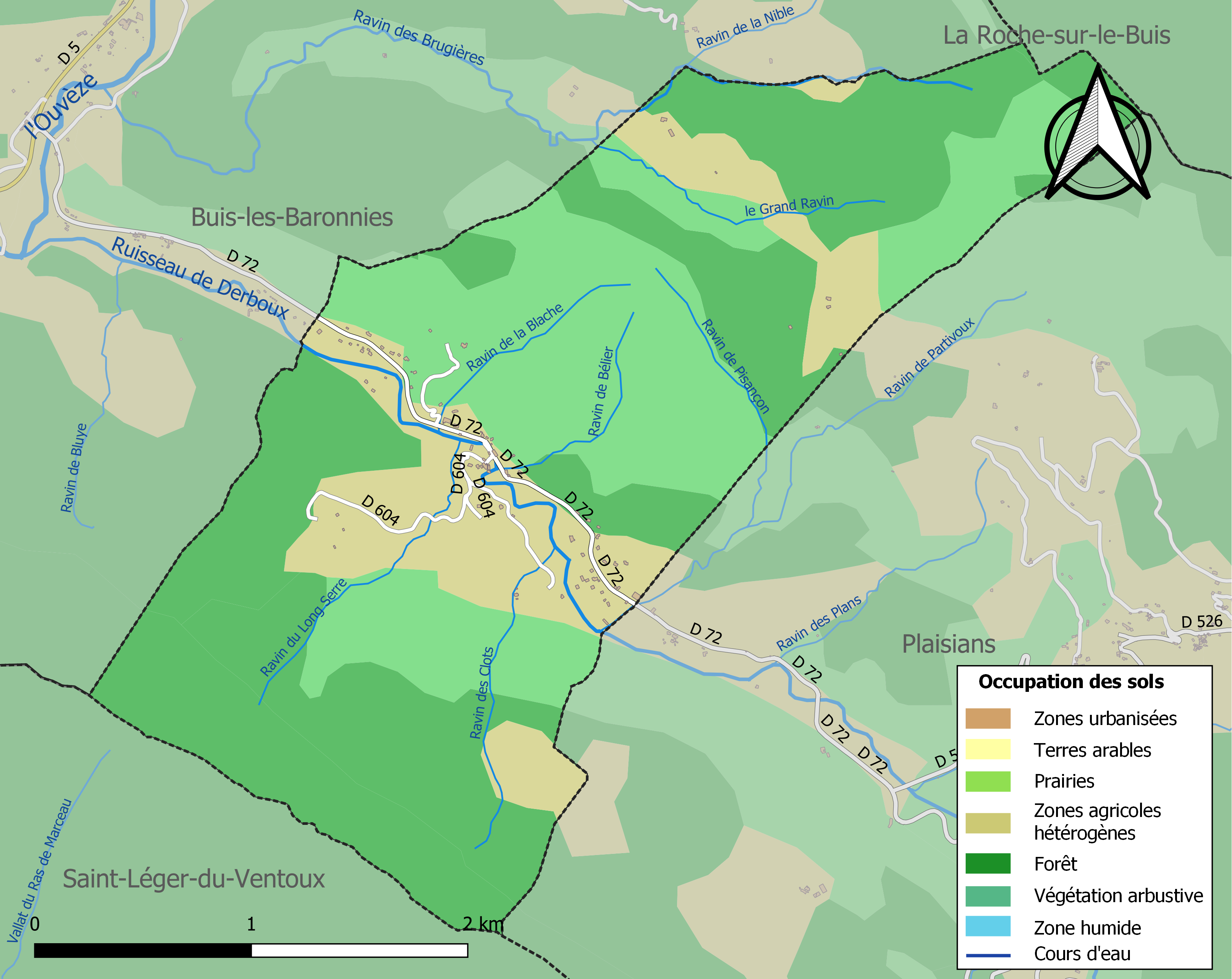
Carte des infrastructures et de l'occupation des sols de la commune en 2018 (CLC).

### Morphologie urbaine
Le village est étagé sur une colline, presque encerclé par un torrent.

#### Quartiers, hameaux et lieux-dits
Site Géoportail (carte IGN) :
- Bois de Bluye
- Champollon
- Charbonas
- Gour de la Donne
- la Blache
- la Nible
- la Plumée
- la Traverse
- le Grès
- le Moulin de la Blanche
- le Partivour
- les Clots
- les Faisses
- les Marnes
- l'Ubac
- Pisançon
- Saint-Christol

## Toponymie

### Attestations
Dictionnaire topographique du département de la Drôme :
- 1216 : castrum Aguilerii (Valbonnais, II, 17).
- 1216 : castrum de Aquileriis (inventaire des dauphins, 106).
- 1293 : castrum de Aguilariis (inventaire des dauphins, 221).
- 1300 : castrum de Argueleriis (inventaire des dauphins, 245).
- 1317 : castrum de Ayguileriis (Valbonnais, II, 169).
- 1345 : de Aquilleris (cartulaire de Romans, II, 160).
- 1516 : mention de la paroisse : cura de Agaleriis (pouillé de Gap).
- 1891 : Eygaliers, commune du canton de Buis-les-Baronnies.

## Histoire

### Du Moyen Âge à la Révolution
La seigneurie : 
- Au point de vue féodal, la terre (ou seigneurie) était du fief des barons de Mévouillon.
- 1259 : possession des Rosans.
- 1334 : possession des Rican de l'Isle.
- 1347 : possession des Bésignan.
- Les droits passent aux Morges qui sont propriétaires en 1379.
- La terre passe aux Sauze.
- 1450 : vendue aux Alleman de Champ.
- 1459 : vendue aux Chomart.
- Vers 1640 : passe (par héritage) aux Baux Ventaillac, derniers seigneurs.

1789 (démographie) : 144 habitants, formant 23 familles.
Avant 1790, Eygaliers était une communauté de l'élection de Montélimar et de la subdélégation et du bailliage du Buis.

Elle formait une paroisse du diocèse de Gap dont les dîmes appartenaient au prieur de Plaisians.

### De la Révolution à nos jours
En 1790, Eygaliers est compris dans le canton de Mollans. La réorganisation de l'an VIII (1799-1800) en fait une commune du canton du Buis-les-Baronnies.

## Politique et administration

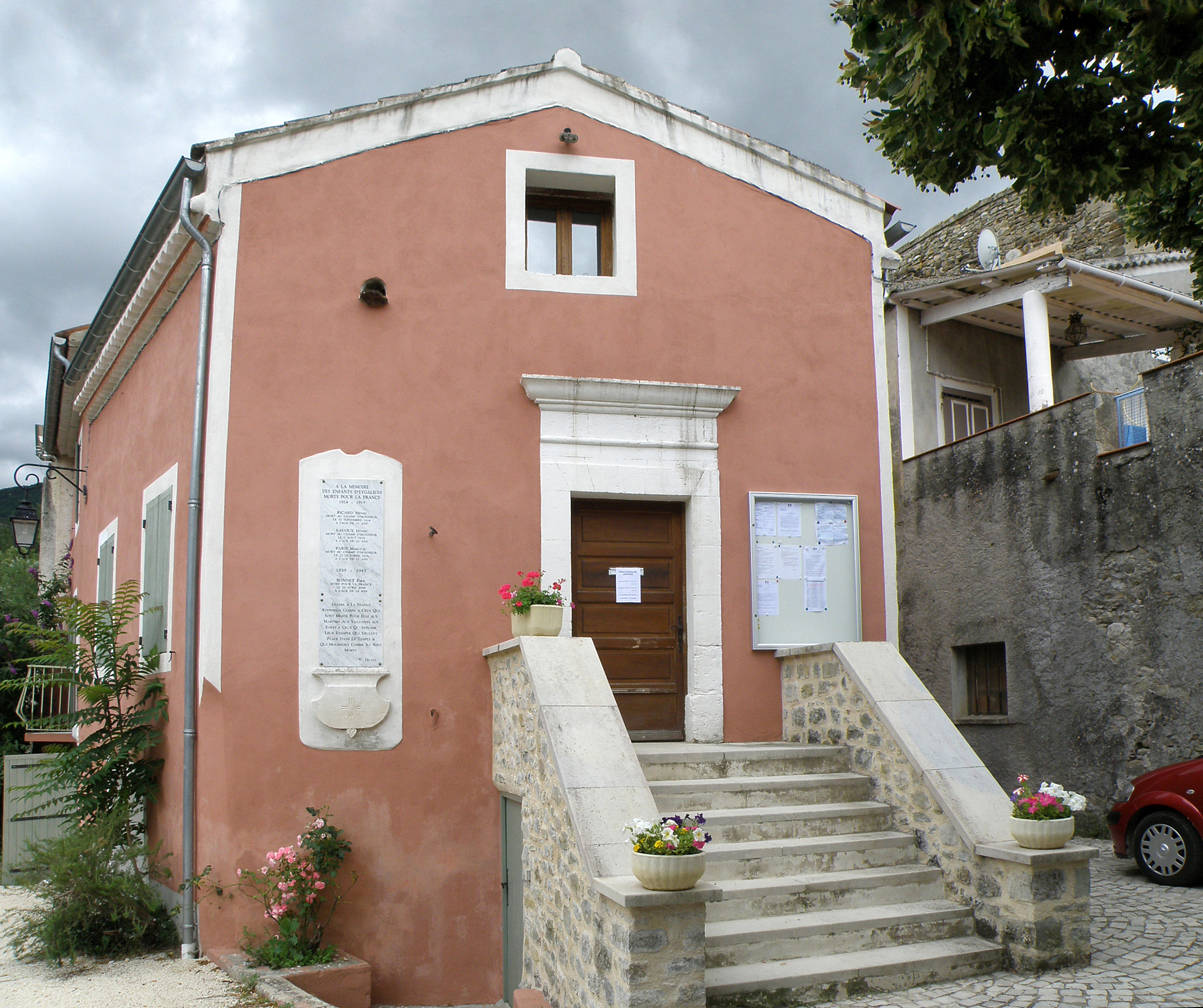
Mairie.

### Liste des maires
| Période                                                                      | Période                    | Identité                              | Étiquette | Qualité       |
| ---------------------------------------------------------------------------- | -------------------------- | ------------------------------------- | --------- | ------------- |
| Les données manquantes sont à compléter. : de la Révolution au Second Empire |                            |                                       |           |               |
| 1790                                                                         | 1871                       | ?                                     |           |               |
| Les données manquantes sont à compléter. : depuis la fin du Second Empire    |                            |                                       |           |               |
| 1871                                                                         | 1874                       | ?                                     |           |               |
| 1874                                                                         | 1878                       | ?                                     |           |               |
| 1878                                                                         | 1884                       | ?                                     |           |               |
| 1884                                                                         | 1888                       | ?                                     |           |               |
| 1888                                                                         | 1892                       | ?                                     |           |               |
| 1892                                                                         | 1896                       | ?                                     |           |               |
| 1896                                                                         | 1900                       | ?                                     |           |               |
| 1900                                                                         | 1904                       | ?                                     |           |               |
| 1904                                                                         | 1908                       | ?                                     |           |               |
| 1908                                                                         | 1912                       | ?                                     |           |               |
| 1912                                                                         | 1919                       | ?                                     |           |               |
| 1919                                                                         | 1925                       | ?                                     |           |               |
| 1925                                                                         | 1929                       | ?                                     |           |               |
| 1929                                                                         | 1935                       | ?                                     |           |               |
| 1935                                                                         | 1945                       | ?                                     |           |               |
| 1945                                                                         | 1947                       | ?                                     |           |               |
| 1947                                                                         | 1953                       | ?                                     |           |               |
| 1953                                                                         | 1959                       | ?                                     |           |               |
| 1959                                                                         | 1965                       | ?                                     |           |               |
| 1965                                                                         | 1971                       | ?                                     |           |               |
| 1971                                                                         | 1977                       | ?                                     |           |               |
| 1977                                                                         | 1983                       | ?                                     |           |               |
| 1983                                                                         | 1989                       | ?                                     |           |               |
| 1989                                                                         | 1995                       | ?                                     |           |               |
| 1995                                                                         | 2001                       | ?                                     |           |               |
| 2001                                                                         | 2008                       | Jean-Paul Rosati                      |           |               |
| 2008                                                                         | 2014                       | Jean-Paul Rosati                      |           | maire sortant |
| 2014                                                                         | 2020                       | Gérard Truphémus                      |           | agriculteur   |
| 2020                                                                         | En cours (au 11 mars 2021) | Gérard Truphémus[source insuffisante] |           | maire sortant |

## Population et société

### Démographie
L'évolution du nombre d'habitants est connue à travers les recensements de la population effectués dans la commune depuis 1793. Pour les communes de moins de 10 000 habitants, une enquête de recensement portant sur toute la population est réalisée tous les cinq ans, les populations de référence des années intermédiaires étant quant à elles estimées par interpolation ou extrapolation. Pour la commune, le premier recensement exhaustif entrant dans le cadre du nouveau dispositif a été réalisé en 2005.

En 2022, la commune comptait 134 habitants, en évolution de +30,1 % par rapport à 2016 (Drôme : +2,64 %, France hors Mayotte : +2,11 %).
| 1793 | 1800 | 1806 | 1821 | 1831 | 1836 | 1841 | 1846 | 1851 |
| ---- | ---- | ---- | ---- | ---- | ---- | ---- | ---- | ---- |
| 150  | 145  | 134  | 148  | 151  | 153  | 146  | 131  | 150  |

| 1856 | 1861 | 1866 | 1872 | 1876 | 1881 | 1886 | 1891 | 1896 |
| ---- | ---- | ---- | ---- | ---- | ---- | ---- | ---- | ---- |
| 166  | 172  | 156  | 142  | 145  | 148  | 157  | 163  | 139  |

| 1901 | 1906 | 1911 | 1921 | 1926 | 1931 | 1936 | 1946 | 1954 |
| ---- | ---- | ---- | ---- | ---- | ---- | ---- | ---- | ---- |
| 129  | 127  | 112  | 72   | 54   | 60   | 47   | 47   | 45   |

| 1962 | 1968 | 1975 | 1982 | 1990 | 1999 | 2005 | 2006 | 2010 |
| ---- | ---- | ---- | ---- | ---- | ---- | ---- | ---- | ---- |
| 50   | 42   | 45   | 50   | 64   | 103  | 125  | 131  | 107  |

| 2015 | 2020 | 2022 | - | - | - | - | - | - |
| ---- | ---- | ---- | - | - | - | - | - | - |
| 102  | 120  | 134  | - | - | - | - | - | - |

### Enseignement
La commune relève de l'académie de Grenoble.

### Manifestations culturelles et festivités
- Fête patronale : dimanche suivant le 22 juillet[13].

### Cultes
La paroisse catholique d'Eygaliers dépend du Diocèse de Valence, doyenné de Buis-les-Baronnies.

## Économie

### Agriculture
En 1992 : forêt, vignes, oliviers.

## Culture locale et patrimoine

### Lieux et monuments
- Ruines du château médiéval avec remparts[13].
- Petite église romane[13] Sainte-Madeleine d'Eygaliers.

### Patrimoine culturel
- Unité des teintes des maisons[13].

### Patrimoine naturel
- Gorges[13].

### Héraldique, logotype et devise
|  | Eygaliers possède des armoiries dont l'origine et le blasonnement exact ne sont pas disponibles. |